# أنطون عبد النور
كان أنطون بهنام عبد النور (حوالي 1849 - فبراير 1914) قاضيًا وتاجرًا وعالمًا في الموصل أثناء حكم الدولة العثمانية.

## النشأة
وُلد أنطون عبد النور حوالي عام ١٨٤٩ في مدينة الموصل، عندما كانت لا تزال تحت حكم الدولة العثمانية. وُلد لعائلة سريانية أرثوذكسية بارزة في الموصل، وكان والده، بهنام عبد النور، مالكًا لأراضٍ زراعية واسعة حول الموصل، وشخصيةً نافذةً في الكنيسة السريانية الأرثوذكسية بالموصل.

## القضاء
في عام 1890، عُيّن أنطون عبد النور قاضيًا في المحكمة التجارية التي أُنشئت في الموصل في ظل الحكم العثماني.  وفي عام 1891، مُنح وسام الدرجة الثانية من الحكومة العثمانية لعمله كرئيس لمجلس إدارة الموصل.

## المهنة والأعمال
على خطى والده، بدأ أنطون عبد النور العمل مع والده في إدارة الأراضي الزراعية مع إخوته الآخرين، ميخائيل وفتح الله وبوت وتوما. بالإضافة إلى ذلك، بدأ نشاطًا تجاريًا وأصبح تاجرًا للسلع والمنتجات الزراعية. وشكل هو وابن عمه عبد العزيز عبد النور وجرجس عبد النور شراكة. اعتاد تجار الموصل شراء المنتجات الزراعية من القرى المحيطة بالموصل وتداولها مع مناطق أخرى من الإمبراطورية العثمانية مثل ديار بكر وسوريا. كما تاجر أنطون وأبناء عمومته مع دول أخرى مثل الهند وبعض الدول الأوروبية. بالإضافة إلى ذلك، كان أنطون عبد النور عضوًا في مجلس إدارة البنك العثماني عام 1890 وعضوًا في مجلس إدارة البنك الزراعي عام 1892.

### شؤون الكنيسة
كما اتبع أنطون خطى والده في العمل، فقد اتبع أيضًا خطواته بالانخراط في شؤون الكنيسة في الموصل ومساعدة الكنيسة في خدمة شعبها في الموصل والمناطق الأخرى التي توجد بها الكنيسة السريانية الأرثوذكسية. كانت لديه علاقة جيدة مع التسلسل الهرمي للكنيسة واستضافهم في منزله. عندما افترض أن التسلسل الهرمي لا يستمع إلى شعبه، لم يتردد أنطون في إرسال رسائل شديدة اللهجة إلى بطريرك السريان الأرثوذكس، إغناطيوس عبد الألوهو الثاني، يطالب باتخاذ إجراءات لحل مشاكل الكنيسة. بالإضافة إلى منصبه المؤثر في الكنيسة، فقد جمع المخطوطات السريانية القديمة وانتهى الكثير منها في مجموعة مينجانا في جامعة برمنغهام بإنجلترا. كما قام بتمويل نسخ أكثر من 15 مخطوطة سريانية قديمة لكنيسة الهند . وكان المتلقي لتلك المخطوطات هو الكاهن والباحث ماتاي كونات. وكان الناسخ مطاي بر بولس بن نعمة الله من الموصل.

## موت
توفي أنطون عبد النور في فبراير 1914 بعد مرض قصير. 